# Fasciculus longitudinalis medialis
Der Fasciculus longitudinalis medialis (mediales Längsbündel) ist ein Nervenfaserbündel im Bereich des Hirnstamms. Es beginnt am rostralen Ende der Formatio reticularis und zieht zum Rückenmark. Das mediale Längsbündel enthält stark myeliniserte Fasern des Nucleus interstitialis CAJAL, des Nucleus nervi oculomotorii, des Nucleus nervi abducentis, des Nucleus nervi trochlearis und der Vestibulariskerne. Die auf- und absteigenden Verbindungen innerhalb dieser Nervenbahn spielen eine große Rolle bei der Koordination der Blickbewegungen.